# Canton d'Antibes-3
Le canton d'Antibes-3 est une circonscription électorale française du département des Alpes-Maritimes, créée par le décret du 24 février 2014 et entrant en vigueur lors des élections départementales de 2015.

## Historique
Un nouveau découpage territorial des Alpes-Maritimes entre en vigueur en mars 2015, défini par le décret du 24 février 2014, en application des lois du 17 mai 2013 (loi organique 2013-402 et loi 2013-403). Les conseillers départementaux sont, à compter de ces élections, élus au scrutin majoritaire binominal mixte. Les électeurs de chaque canton élisent au Conseil départemental, nouvelle appellation du Conseil général, deux membres de sexe différent, qui se présentent en binôme de candidats. Les conseillers départementaux sont élus pour 6 ans au scrutin binominal majoritaire à deux tours, l'accès au second tour nécessitant 12,5 % des inscrits au 1er tour. En outre la totalité des conseillers départementaux est renouvelée. Ce nouveau mode de scrutin nécessite un redécoupage des cantons dont le nombre est divisé par deux avec arrondi à l'unité impaire supérieure si ce nombre n'est pas entier impair, assorti de conditions de seuils minimaux. Dans les Alpes-Maritimes, le nombre de cantons passe ainsi de 52 à 27. Le canton d'Antibes-3 fait partie des 14 nouveaux cantons du département, les 13 autres cantons portant la dénomination d'un ancien canton, mais avec des limites territoriales différentes.

## Représentation
| Période élective | Période élective | Mandat | Mandat           | Identité            | Nuance | Nuance | Qualité                                                          |
| ---------------- | ---------------- | ------ | ---------------- | ------------------- | ------ | ------ | ---------------------------------------------------------------- |
| 2015             | 2021             | 2015   | 2021             | Sophie Deschaintres |        | UDI    | Conseillère municipale de Biot                                   |
| 2015             | 2021             | 2015   | 2017 (démission) | Éric Pauget         |        | LR     | Premier adjoint au maire d'Antibes Elu député en 2017            |
| 2015             | 2021             | 2017   | 2021             | Jacques Bartoletti  |        | LR     | Conseiller municipal délégué d'Antibes                           |
| 2021             | 2028             | 2021   | en cours         | Jean-Pierre Dermit  |        | LR     | Ingénieur, maire de Biot                                         |
| 2021             | 2028             | 2021   | en cours         | Sophie Nasica       |        | LR     | Présidente de Sophia-Antipolis, conseillère municipale d'Antibes |

### Résultats détaillés

#### Élections de mars 2015
À l'issue du 1er tour des élections départementales de 2015, deux binômes sont en ballottage : Sophie Deschaintres et Eric Pauget (Union de la Droite, 47,23 %) et Cyril Aussenac et Marie-Christine Montanarini (FN, 31,12 %). Le taux de participation est de 49,85 % (11 888 votants sur 23 847 inscrits) contre 48,55 % au niveau départementalet 50,17 % au niveau national.
Au second tour, Sophie Deschaintres et Eric Pauget (Union de la Droite) sont élus avec 67,97 % des suffrages exprimés et un taux de participation de 48,39 % (7 326 voix pour 11 542 votants et 23 854 inscrits).

#### Élections de juin 2021
Le premier tour des élections départementales de 2021 est marqué par un très faible taux de participation (33,26 % au niveau national). Dans le canton d'Antibes-3, ce taux de participation est de 34,9 % (8 997 votants sur 25 780 inscrits) contre 34,55 % au niveau départemental. À l'issue de ce premier tour, deux binômes sont en ballottage : Jean-Pierre Dermit et Sophie Nasica (Union à droite, 44,58 %) et Dominique Dermy et Marie-Christine Montanarini (RN, 25,41 %).
Le second tour des élections est marqué une nouvelle fois par une abstention massive équivalente au premier tour. Les taux de participation sont de 34,3 % au niveau national, 37,61 % dans le département et 38,2 % dans le canton d'Antibes-3. Jean-Pierre Dermit et Sophie Nasica (Union à droite) sont élus avec 72,84 % des suffrages exprimés (6 801 voix pour 9 851 votants et 25 785 inscrits),,.

## Composition
Le canton d'Antibes-3 est composé de la commune de Biot et d'une fraction de la commune d'Antibes : la partie de la commune d'Antibes située à l'est d'une ligne définie par l'axe des voies et limites suivantes : depuis le littoral, ligne droite prolongeant la rue des Arceaux, promenade de l'Amiral-de-Grasse, promenade Courtine, quai des Pêcheurs, avenue de Verdun, avenue du 11-Novembre, place Pierre-Semard, passerelle Saint-Roch, ligne de chemin de fer, boulevard du Général-Vautrin, avenue Philippe-Rochat, chemin de Rabiac-Estagnol, chemin des Âmes-du-Purgatoire, route de Grasse, avenue des Martyrs-de-la-Résistance, chemin des Combes, 2e avenue, chemin de Saint-Claude, chemin des Rastines, ligne droite reliant l'extrémité du chemin des Rastines à celle du chemin de la Valmasque, chemin de la Valmasque, jusqu'à la limite territoriale de la commune de Biot.
| Nom                             | Code Insee | Intercommunalité    | Superficie (km2) | Population (dernière pop. légale)                | Densité (hab./km2) | Modifier                                    |
| ------------------------------- | ---------- | ------------------- | ---------------- | ------------------------------------------------ | ------------------ | ------------------------------------------- |
| Antibes (bureau centralisateur) | 06004      | CA Sophia Antipolis | 26,48            | Fraction : 27 918 (2022) Commune : 76 612 (2022) | 2 893              | modifier les données · modifier les données |
| Biot                            | 06018      | CA Sophia Antipolis | 15,54            | 10 196 (2022)                                    | 656                | modifier les données · modifier les données |
| Canton d'Antibes-3              | 0603       |                     |                  | 38 114 (2022)                                    |                    | modifier les données                        |

## Démographie
En 2022, le canton comptait 38 114 habitants, en évolution de +6,36 % par rapport à 2016 (Alpes-Maritimes : +2,85 %, France hors Mayotte : +2,11 %).
| 2013   | 2018   | 2022   |
| ------ | ------ | ------ |
| 35 717 | 35 848 | 38 114 |